# Vaudéville
Vaudéville település Franciaországban, Vosges megyében. Lakosainak száma 195 fő (2022. január 1.). Vaudéville Aydoilles, Longchamp és Sercœur községekkel határos.

## Népesség
A település népessége az elmúlt években az alábbi módon változott:
| Lakosok száma | 165  | 164  | 173  | 162  | 170  | 177  | 185  | 192  | 195  |
|               | 2013 | 2015 | 2016 | 2017 | 2018 | 2019 | 2020 | 2021 | 2022 |